# 裂果卫矛
裂果卫矛（学名：Euonymus dielsianus）是卫矛科卫矛属的植物，为中国的特有植物。分布于中国大陆的贵州、湖北、广西、湖南、广东、云南、四川等地，生长于海拔200米至1,600米的地区，多生于小山顶、山坡、山尖岩石上、溪边、疏林中以及山谷中，目前尚未由人工引种栽培。

## 异名
- Euonymus dielsianus Loesen. var. latifolius Loesen.